# Интендант
Интенда́нт (фр. intendant «управляющий, смотритель») — первоначально во Франции всякое лицо, которому поручалась какая-либо отрасль управления, затем — должностное лицо военного ведомства, служащее по интендантской части.

## Во Франции
Во Франции в XV—XVIII веков интендант — должностное лицо, ведавшее отдельной направлением государственного управления: торговлей, финансами, полицией, недвижимостью и тому подобное. Должность с такими полномочиями, наподобие министерских, была введена кардиналом Ришельё (1585—1642), стремившимся к централизации административного аппарата.
В 1552 году Генрих II ввёл должность «интенданта финансов», которую тогда занимало три человека. В 1561 году над ними была введена высшая должность — суперинтенданта финансов. В 1581 году Генрих III утвердил должность «главного интенданта» при дворе.
Первым «главным интендантом музыки» был итальянский скрипач Бальтазарини де Бельджозо, который поставил «Комедийный балет королевы» — спектакль, в котором музыка и танец впервые были даны как сценическое действие, тем самым положив начало придворному балету.
В XVII—XVIII веках существовали также интенданты провинций, обладавшие судебной, полицейской, финансовой и отчасти военной властью на местах. Подчиненные лишь центральной власти, они были «единственным исполнителем всякой правительственной воли». В отличие от губернаторов, назначавшихся из родового дворянства, интендантами служили преимущественно представители третьего сословия, купившие дворянский титул. Оставив за прежними губернаторами из высшей знати лишь представительские функции, главная административная власть была передана интендантам Жан-Батистом Кольбером, стремившимся к государственной централизации Франции Людовика XIV. Многие из полномочий интендантов провинций позднее получили префекты.

## В Испании
В монархической Испании интендант — глава интенденсии, особой административной (фактически административно-территориальной) единицы материковой и колониальной Испании.

## В вооружённых силах
Интендант — должностное лицо в вооружённых силах, ведающее вопросами тылового обеспечения войск и сил. Начиная с XIX века интенданты существовали в вооружённых силах Французской республики, в Германской, Российской, Австро-Венгерской империях и в других государствах и странах.

### ВВС Российской империи

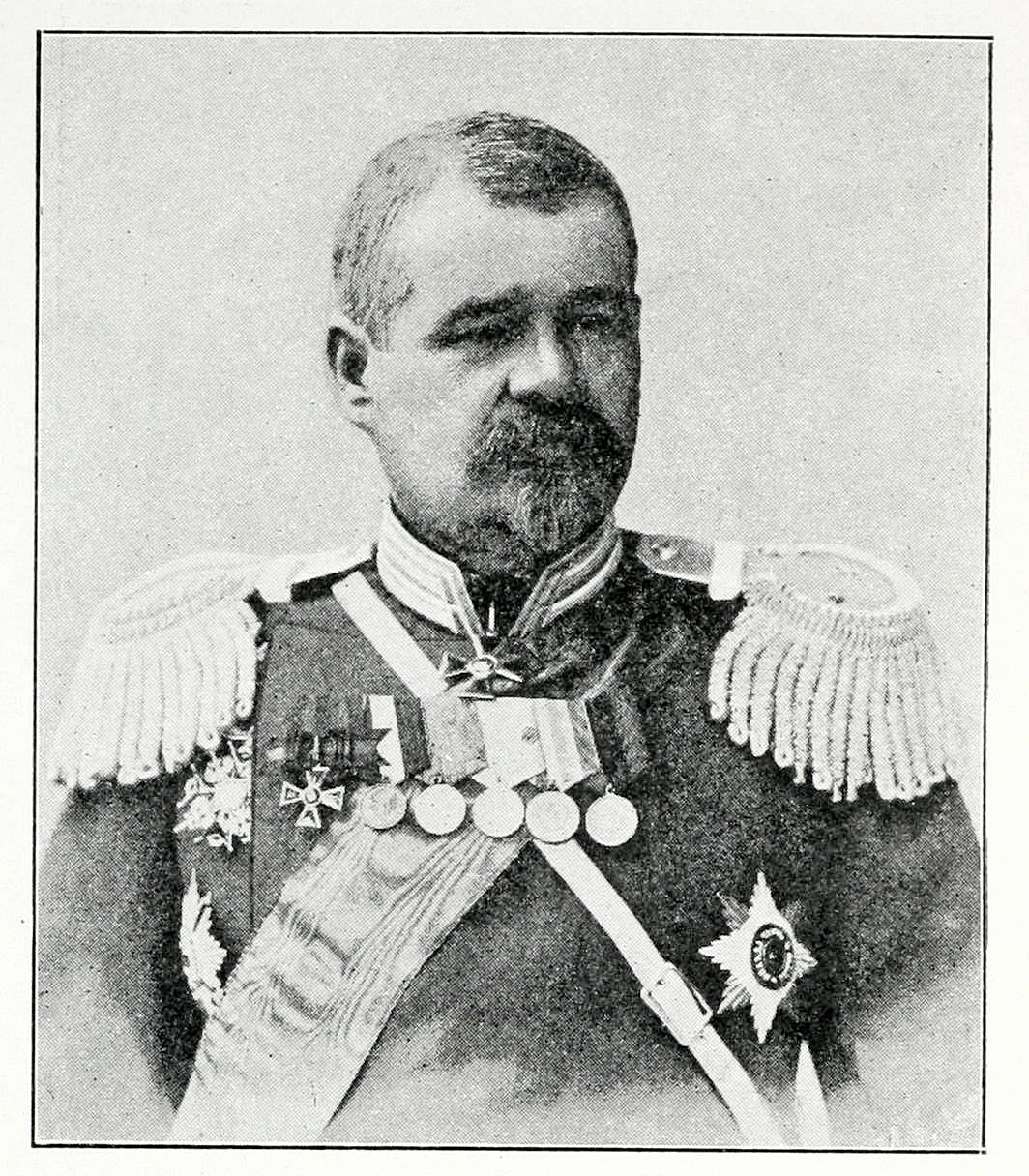
Генерал Константин Петрович Губер
главный полевой интендант во время русско-японской войны 1904—1905 годов

Должность интенданта, учреждённая согласно «Учреждению для управления большой действующей армией», существовала в полевом штабе русской армии в 1812—1868 годах. Интендант отвечал за продовольственное снабжение, финансовое, медицинское, ветеринарное и вещевое обеспечение армии. Позже, согласно «Положению о полевом управлении войск в военное время» была заменена должностью интенданта армии. Так же назывался начальник Главного интендантского управления Военного министерства Российской империи в 1864—1867 годах.
- Генерал-интендант (1812—1868), тоже что генерал-интендант армии
- 1868 — должность генерал-интенданта армии заменена должностью интенданта армии.

В начале XX века в вооружённых силах Российской империи существовали следующие должности:
- Главный интендант — начальник Главного интендантского управления
- Окружной интендант — начальник окружного интендантского управления
- Корпусный интендант — заведующий корпусным интендантским управлением (в мирное время эта должность существовала в составе некоторых лишь корпусов)
- Дивизионный интендант — заведующий дивизионным интендантским управлением
- Крепостной интендант — заведующий интендатским обеспечением крепости
- Интендант главной квартиры — производил отпуск всех предметов интендантского довольствия чинам главной квартиры.

В вооружённых силах Российской империи существовали следующие интендантские заведения:
- вещевые склады
- обмундировальные мастерские
- обозные мастерские
- продовольственные магазины
- военные хлебопекарни в западных пограничных округах
- мукомольни в западных пограничных округах
- сенопрессовальня в Жлобине.

По организации мирного времени существовал один интендансткий транспорт в Варшаве, при продовольственных магазинах, для перевозки ржи и муки из магазинов на мельницы и военные хлебопекарни, а также провианта и фуража в части войск, не имеющие подъёмных лошадей. В 1891 году этот транспорт состоял из 31 лошади.

### ВВС СССР
В РККА в 1935 году для военно-хозяйственного и административного состава были введены воинские звания:
- техник-интендант 2-го ранга;
- техник-интендант 1-го ранга;
- интендант 3-го ранга;
- интендант 2-го ранга;
- интендант 1-го ранга;
- бригинтендант;
- дивинтендант;
- коринтендант;
- арминтендант.

В мае 1940 года для высшего командно-начальствующего состава интендантской службы были введены генеральские звания с добавлением «интендантской службы»; в том же году были учреждены должности главного интенданта, интенданта округа, армии.
Интенданты руководили работой служб продовольственного, вещевого, обозно-хозяйственного снабжения и квартирно-эксплуатационной службы. В марте 1942 года для начальников хозяйственных служб были установлены общевойсковые воинские звания с добавлением слов «интендантской службы».
В 1955 году должности интендантов в Советской армии были упразднены, их функции были переданы соответствующим службам тыла. В 1984 году воинские звания с приставкой «интендантской службы» были исключены из Перечня воинских званий ВС СССР.